# فانيون
فانيون هي بلدية فرنسية تقع في إقليم الأردين التابعة لمنطقة غراند إيست.

## الأماكن والمعالم الأثرية
- أُدرج دير نوتردام دي سبت فونتين في قائمة المعالم التاريخية في عام 1980.[6]

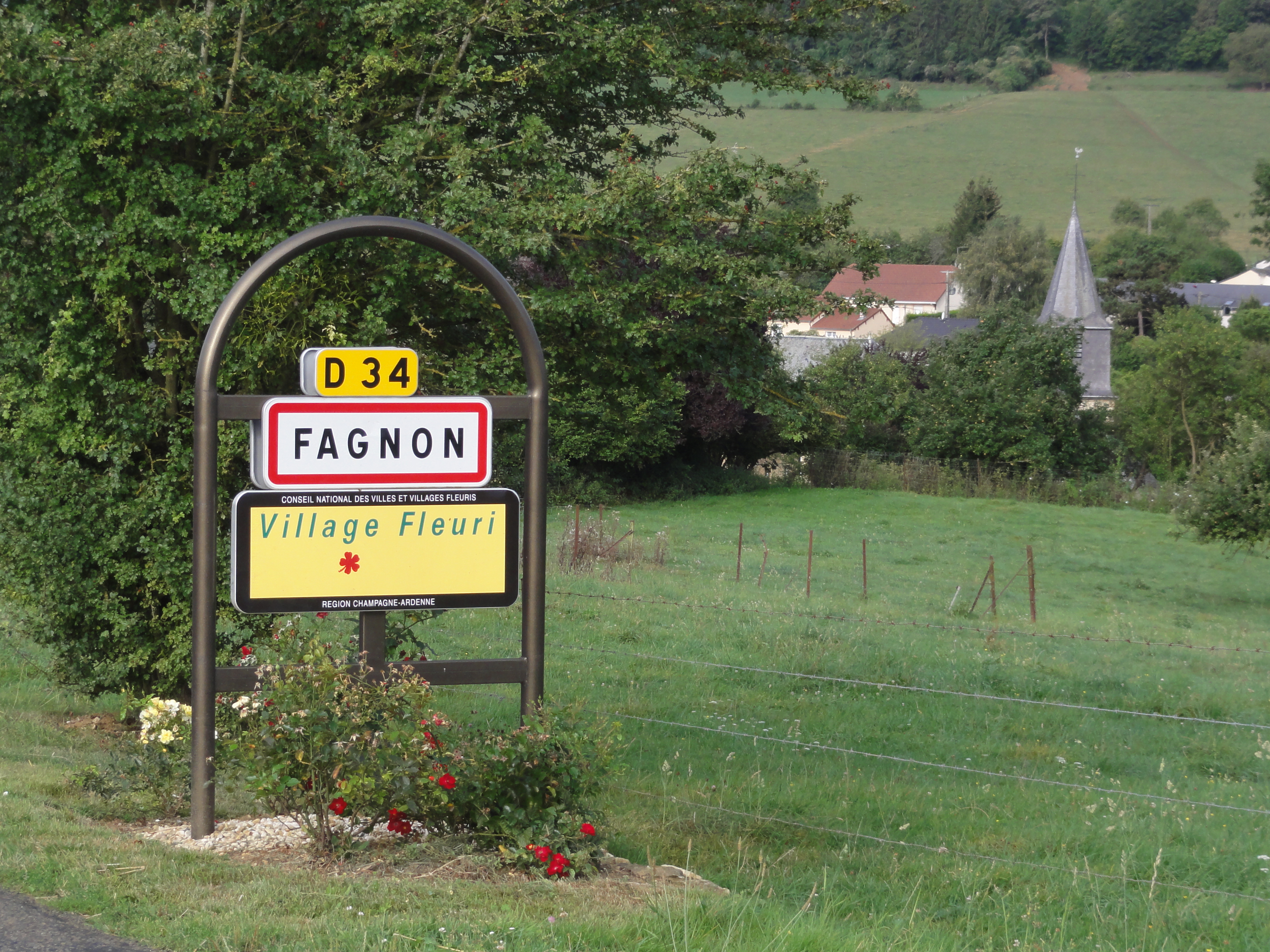
مدخل فانيون.
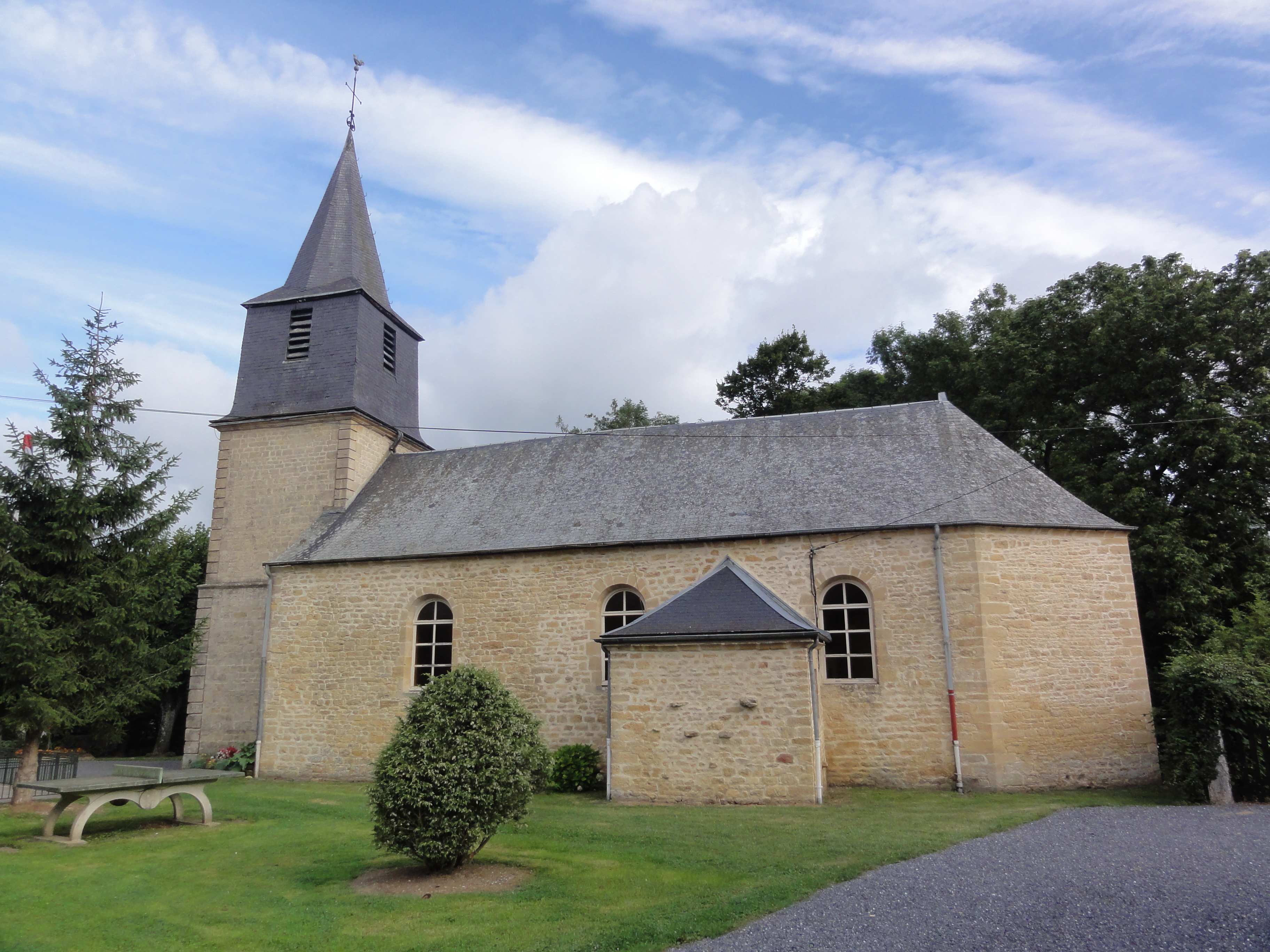
كنيسة فانيون.
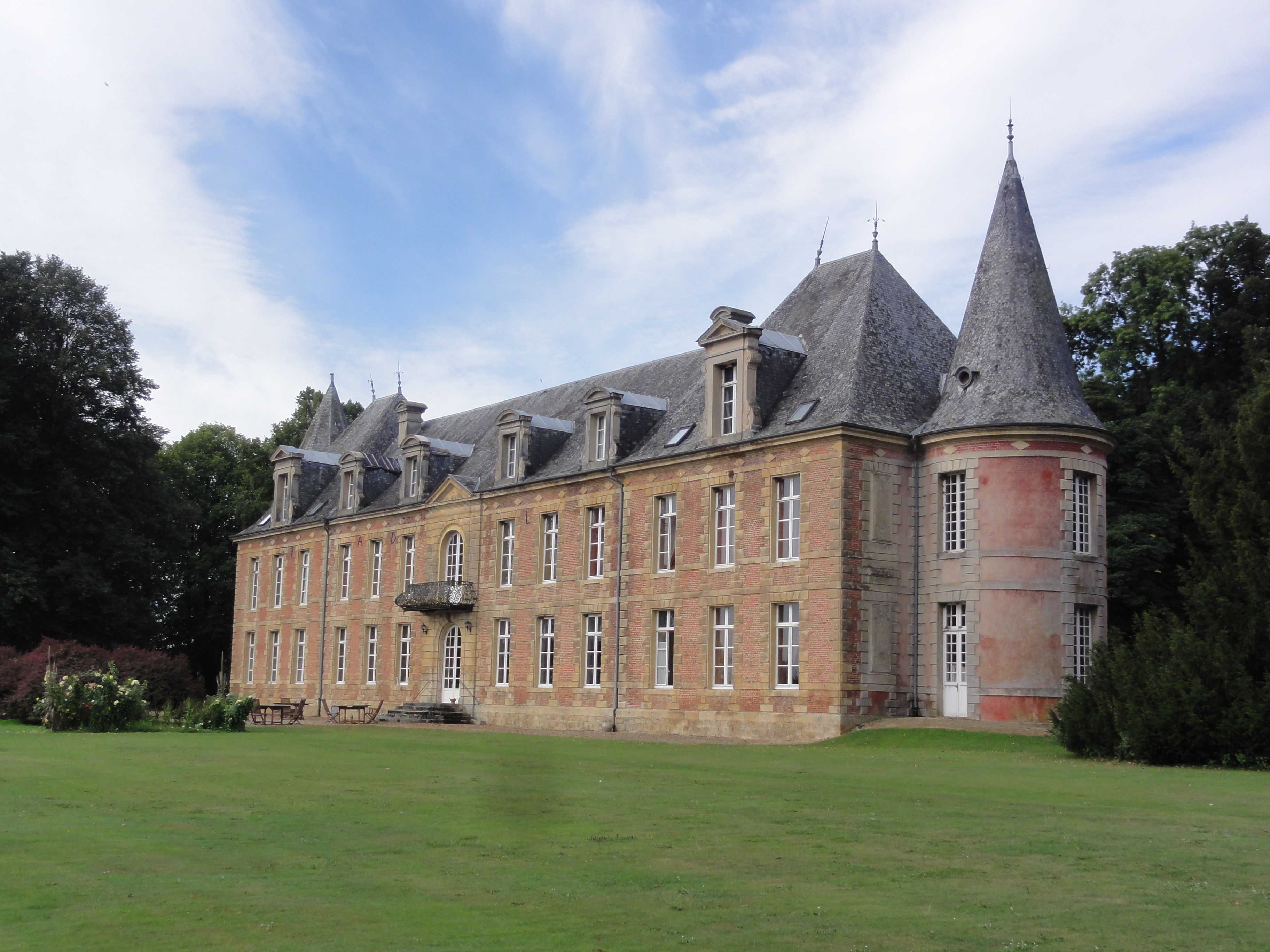
دير نوتردام دي سبت فونتين.
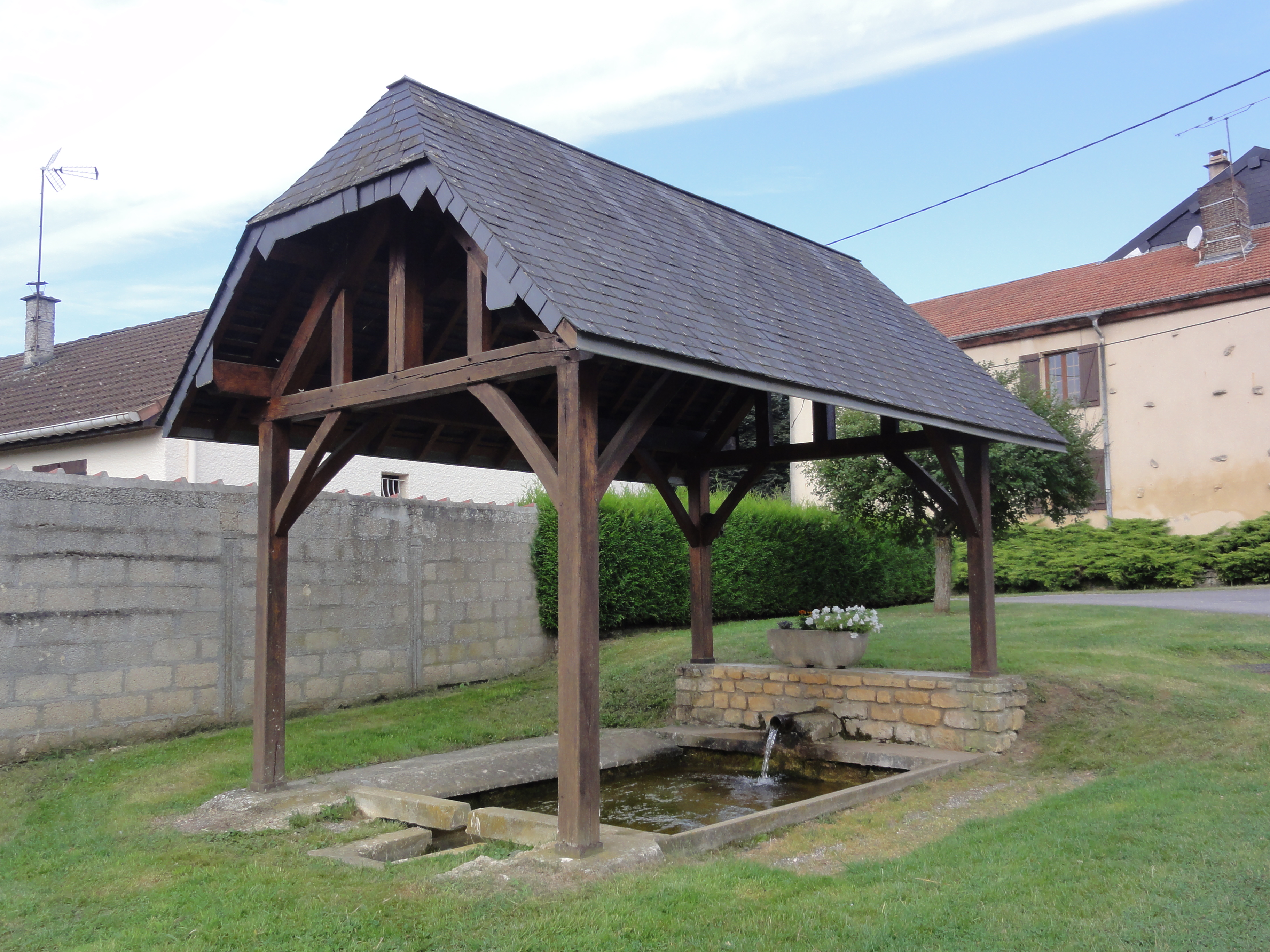
.
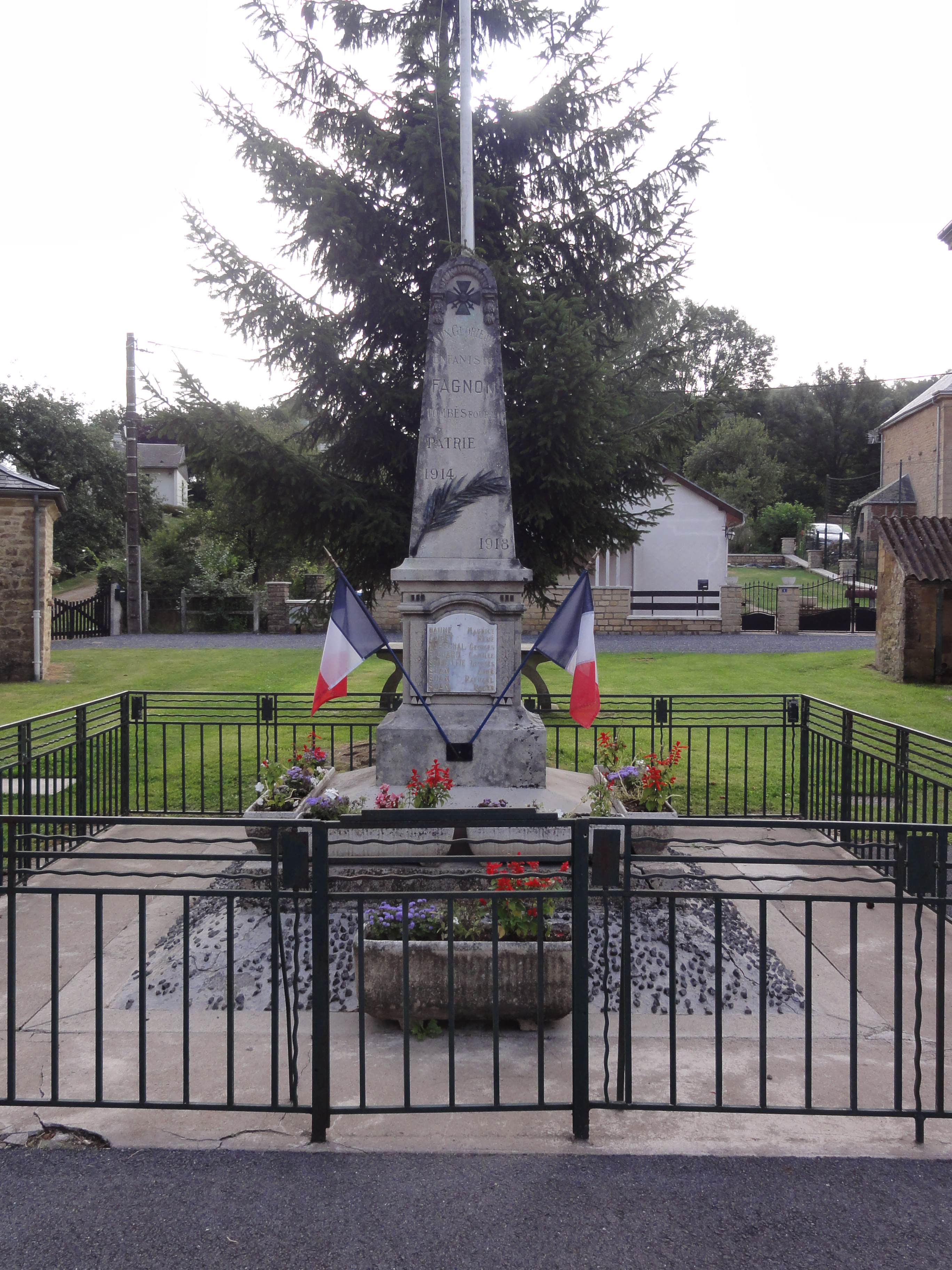
معلم أثري للموتى.

## شخصيات مرتبطة بالبلدية
- النحات الفرنسي أريستيد أونسيم كروازي، المولود في فانيون في 31 مارس 1840 ، وتوفي فيها في 7 نوفمبر 1899.